# パリッツィ
パリッツィ（イタリア語: Palizzi）は、イタリア共和国カラブリア州レッジョ・カラブリア県にある、人口約2,400人の基礎自治体（コムーネ）。

## 地理

### 位置・広がり

#### 隣接コムーネ
隣接するコムーネは以下の通り。
- ボーヴァ
- ボーヴァ・マリーナ
- ブランカレオーネ
- スタイーティ

## 行政

### 分離集落
パリッツィには、以下の分離集落（フラツィオーネ）がある。
- Palizzi Superiore, Palizzi Marina,  Pietrapennata, Spropoli